# Bitarová
Bitarová (maďarsky Bitérfalva) je obec v okrese Žilina na severozápadě Slovenska, asi 4 kilometry západně od Žiliny. V roce 2022 zde žilo 868 obyvatel.

## Geografie
Území obce Bitarová leží v západní části Žilinské kotliny v údolí Bitarovského potoka, mezi obcemi Ovčiarsko a Hôrky. Téměř odlesněný pahorkovitý povrch katastru obce s bažinatými úvalinami a plochými hřbety tvoří především třetihorní flyš. Nacházejí se zde hnědé lesní půdy. Malé lesní plochy jsou na jihozápadě a severovýchodě obce. Nadmořská výška středu obce je 380 metrů, v katastru průměrně sahá do 370 až 506 metrů.

### Podnebí
Obec má mírně teplé a vlhké podnebí. Průměrná roční teplota je kolem 8 °C , lednová se pohybuje okolo 3 °C až – 4 °C, červencová se pohybuje kolem 18 °C. Období bez mrazů trvá asi 200 dní, naproti tomu období s průměrnou denní teplotou pod 0 °C trvá přibližně 60 dní. Průměrný roční úhrn srážek činí 700 – 800 mm.

### Fauna
Oblast a okolí obce Bitarová není bohaté na rozmanité druhy živočichů. Z těch divoce žijících lze zmínit ještěrku obecnou, skokana štíhlého, srnce obecného a více druhů brouků. Na jaře a na podzim prochází přes Bitarovou migrační cesta ptactva.

## Název
Název obce Bitarová pochází údajně od vlastního jména Bitter, jenž žil ve 13. století a stal se zakladatelem obce. V průběhu let však název prošel řadou změn. V roce 1393 se obec jmenovala Bytterfolna, v roce 1474 Bytharow, v roce 1598 opět Bitharowa, a v roce 1773 Bittarowa. Od roku 1920 až do dnes se obec nazývá Bitarová.

## Historie
V obci se nalezly stopy osídlení z mladší doby bronzové a období Velkomoravské říše. První zmínka o obci pochází z roku 1393, pravděpodobně však byla osídlena už dříve.
V době raného feudalismu obec patřila do provincie Váh a na konci 11. století bylo její území spolu s celou přilehlou oblastí připojeno k Uhersku. Poprvé se Bitarová jako obec připomíná v roce 1393, ale dá se předpokládat, že její historie se datuje ještě dávněji, pravděpodobně až do 13. století, kdy byla součástí Litavského panství.
Za vlády Zápoľovců v letech 1487 až 1540 byla vesnice zpustošená a v hospodářském úpadku. Podle písemností byla oblast Bitarové zničena i během vpádu Tatarů v roce 1243.
V období vlády Josefa II. (1780 – 1790), obec patřila do komitátu Trenčín, byla součástí nitranského distriktu a Trenčínské župy. Historické zprávy svědčí o tom, že od prvopočátků feudálního osídlení se obyvatelstvo věnuje zemědělství. Zapsáno je to už v dokladech o pozemkovém vlastnictví z roku 1604, v urbářských listinách z roku 1623 a v dalších listinách z této doby. Obyvatelé obce se však zabývali i prací v lesích, včelařstvím, ovčáctvím a rybářstvím, kvůli kterému zde bylo v 17. století vybudováno několik rybníků.

### Život v obci
Podle urbáře z roku 1539 měla Bitarová 7 sedláků, 5 zemědělských usedlostí, 6 bezrolnických domů a jeden fojt. Zajímavostí je, že už v této době se na území Bitarové začal pěstoval chmel, jehož produkci však v současnosti na území obce nenajdeme. V roce 1589 na seznamu hospodářského majetku panství Lietavského hradu byly v Bitarové zaznamenány domy pro služebnictvo, hospodářské budovy, ovocné zahrady, chmelové plantáže, orné plochy, dobytek a drůbež. V rybnících se chovali kapři. V tomto období vzniká na území obce Bitarová velkostatek.
Podle obecní kroniky z roku 1604 se v této době začaly místním pronajímat obecbá pozemky za určité poplatky, dávky a služby poskytované hradní správě. Jako dávky lidé předávali pšenici, ječmen, oves, mouku, chmel, slepice, husy, máslo, husí kůži apod. Správcem majetku byl šoltýs, kterého jmenoval zeměpán, a který měl právo soudit a řídit poddané.
V letech 1831 – 1836 postihla obec epidemie cholery, která zabila 58 lidí.

### Znak obce
Na znaku obce prvně použitém na listinách v letech 1855 – 1870 je tzv. větvička, resp. rostlinka se šesti širokými listy. Nad ní se v oblouku v minulosti nacházel nápis „Sigiel – Bittarova“ . Rozměry znaku jsou 24 x 30 mm.

## Demografie
Při sčítání lidu, provedeného v roce 1594 bylo v obci celkem 10 domů, přičemž jejich počet se každý rok nadále zvyšoval. 
| 1828 | 1869 | 1880 | 1890 | 1900 | 1910 | 1921 | 1930 | 1940 | 1948 | 1961 | 1971 | 2010 | 2013 | 2022 |
| ---- | ---- | ---- | ---- | ---- | ---- | ---- | ---- | ---- | ---- | ---- | ---- | ---- | ---- | ---- |
| 270  | 204  | 226  | 225  | 261  | 294  | 291  | 308  | 343  | 367  | 470  | 520  | 636  | 727  | 868  |

## Doprava
Obec leží na regionální silnici III. třídy, vedoucí z Dolného Hričova do obce Hôrky, společně s obcí Ovčiarsko. Tato silnice prochází celou obcí, a tvoří tak hlavní dopravní tah obce, z nějž vychází další cesty, vedoucí k dále do obce, či k menším osadám. Západně od obce je vedena čtyřproudová dálnice D1 v úseku Bytča – Lietavská Lúčka, na které se kousek severně nad obcí nachází dálniční tunel Ovčiarisko.

Obec má celkem dvě autobusové zastávky (Bitarová, Labuda a Bitarová, cintorín), které jsou obsluhovány příměstskými linkami 424 a 464, které směřují do Žiliny, Bytče, a Ovčiarska. Železniční spojení obec nemá, nejbližším nádražím je železniční stanice v Dolném Hričově, která je od obce vzdálená asi 4,5 kilometru.

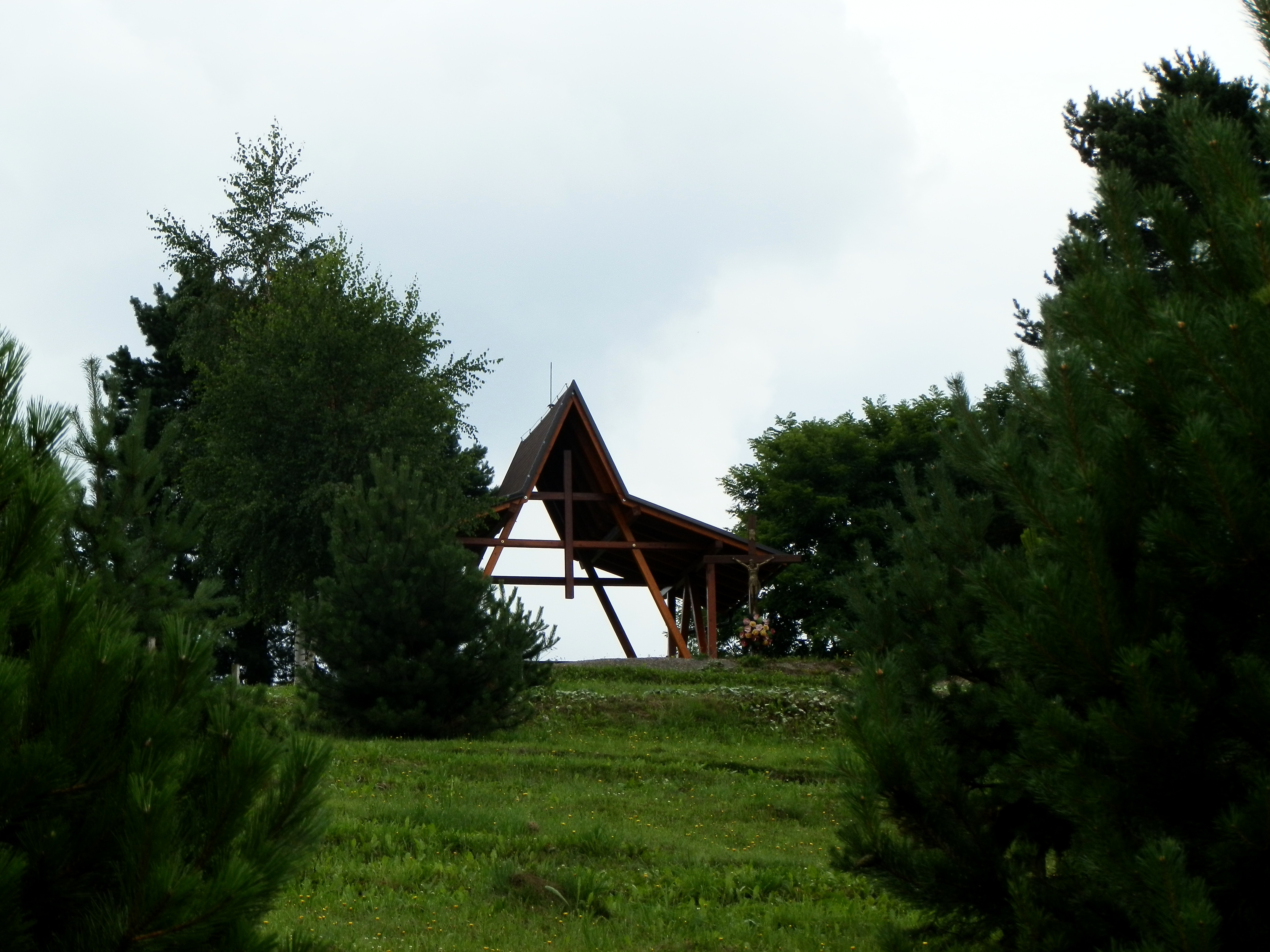
Bitarovská kalvárie

## Pamětihodnosti
- Kostel sv. Augustína
- Kalvária Bitarová s poutní cestou
- Římskokatolický hřbitov

## Významní rodáci
- Vojtech Bukovinský - právník, amatérský spelolog a archeolog